# Olympische Winterspiele 2018/Teilnehmer (Nordkorea)
| Gelbes Symbol für Goldmedaillen mit stilisierten Olympischen Ringen | Graues Symbol für Silbermedaillen mit stilisierten Olympischen Ringen | Braundes Symbol für Bronzemedaillen mit stilisierten Olympischen Ringen |
| ------------------------------------------------------------------- | --------------------------------------------------------------------- | ----------------------------------------------------------------------- |
| —                                                                   | —                                                                     | —                                                                       |

Nordkorea nahm an den Olympischen Winterspielen 2018 in Pyeongchang mit zehn Athleten in vier Disziplinen teil, davon sieben Männer und drei Frauen.
Zusammen mit Südkorea stellte Nordkorea eine gemeinsame Frauenmannschaft im Eishockey. Diese startete als eigene Delegation.

## Teilnehmer nach Sportarten

### Eiskunstlauf
| Athleten               | Wettbewerbe | Kurzprogramm/-tanz | Kurzprogramm/-tanz | Kür/Kürtanz | Kür/Kürtanz | Gesamt | Gesamt |
| Athleten               | Wettbewerbe | Punkte             | Rang               | Punkte      | Rang        | Punkte | Rang   |
| ---------------------- | ----------- | ------------------ | ------------------ | ----------- | ----------- | ------ | ------ |
| Mixed                  |             |                    |                    |             |             |        |        |
| Ryom Tae-ok Kim Ju-sik | Paarlauf    | 69,40              | 11                 | 124,23      | 12          | 193,63 | 13     |

### Shorttrack
| Athlet         | Wettbewerbe | Vorlauf      | Vorlauf | Viertelfinale | Viertelfinale | Halbfinale    | Halbfinale    | Finale        | Finale        | Gesamt        |
| Athlet         | Wettbewerbe | Zeit         | Rang    | Zeit          | Rang          | Zeit          | Rang          | Zeit          | Rang          | Rang          |
| -------------- | ----------- | ------------ | ------- | ------------- | ------------- | ------------- | ------------- | ------------- | ------------- | ------------- |
| Männer         |             |              |         |               |               |               |               |               |               |               |
| Jong Kwang-bom | 500 m       | DSQ          | DSQ     | ausgeschieden | ausgeschieden | ausgeschieden | ausgeschieden | ausgeschieden | ausgeschieden | ausgeschieden |
| Choe Un-song   | 1500 m      | 2:18,213 min | 6       | −             | −             | ausgeschieden | ausgeschieden | ausgeschieden | ausgeschieden | 31            |

### Ski Alpin
| Athleten         | Wettbewerbe  | 1. Lauf     | 2. Lauf     | Gesamt        | Gesamt        |
| Athleten         | Wettbewerbe  | Zeit        | Zeit        | Zeit          | Rang          |
| ---------------- | ------------ | ----------- | ----------- | ------------- | ------------- |
| Frauen           |              |             |             |               |               |
| Kim Ryon-hyang   | Riesenslalom | 1:40,22 min | DSQ         | ausgeschieden | ausgeschieden |
| Kim Ryon-hyang   | Slalom       | 1:18,17 min | 1:19,81 min | 2:37,98 min   | 54            |
| Männer           |              |             |             |               |               |
| Choe Myong-gwang | Riesenslalom | 1:38,67 min | 1:33,34 min | 3:12,01 min   | 75            |
| Choe Myong-gwang | Slalom       | 1:09,42 min | 1:13,39 min | 2:22,81 min   | 43            |
| Kang Song-il     | Riesenslalom | 1:32,03 min | 1:29,99 min | 3:02,02 min   | 74            |
| Kang Song-il     | Slalom       | 1:11,43 min | DNF         | ausgeschieden | ausgeschieden |

### Skilanglauf
| Athleten       | Wettbewerbe    | Zeit        | Rang |
| -------------- | -------------- | ----------- | ---- |
| Frauen         |                |             |      |
| Ri Yong-gum    | 10 km Freistil | 36:40,4 min | 89   |
| Männer         |                |             |      |
| Han Chun-gyong | 15 km Freistil | 42:29,2 min | 101  |
| Pak Il-chol    | 15 km Freistil | 43:43,4 min | 107  |